# Bothal
Bothal är en ort i civil parish Ashington, i grevskapet Northumberland i England. Orten är belägen 4 km från Morpeth. Bothal var en civil parish fram till 1866. Civil parish hade 1 319 invånare år 1831.